# Амангельди (Алгинський район)
Амангельди́ (каз. Амангелді) — село у складі Алгинського району Актюбінської області Казахстану. Входить до складу Карабулацького сільського округу.
Населення — 124 особи (2021; 231 у 2009, 306 у 1999, 214 у 1989).